# Wülfrath
Wülfrath is een stad en gemeente in de Duitse deelstaat Noordrijn-Westfalen, gelegen in de Kreis Mettmann. De gemeente telt 21.003 inwoners (31 december 2020) op een oppervlakte van 32,24 km².
Van 1889 tot mei 1952 was hier de carrosseriefabriek Hebmüller gevestigd.

## Plaatsen in de gemeente Wülfrath
- Düssel (Oberdüssel en Unterdüssel)
- Flandersbach
- Rohdenhaus
- Kocherscheidt
- Schlupkothen
- Zentrum

## Afbeeldingen

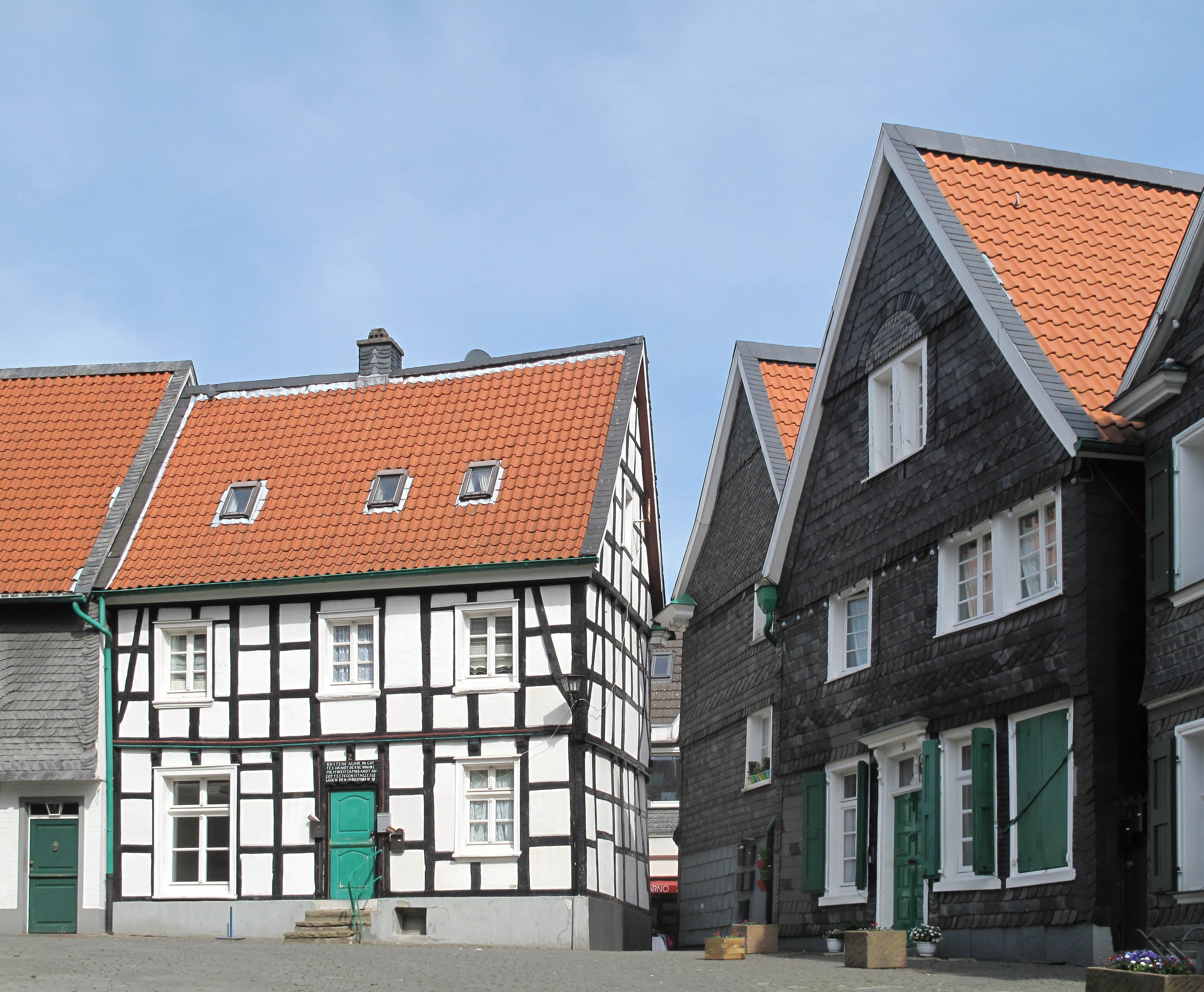
Wülfrath, panden aan de Kirchplatz
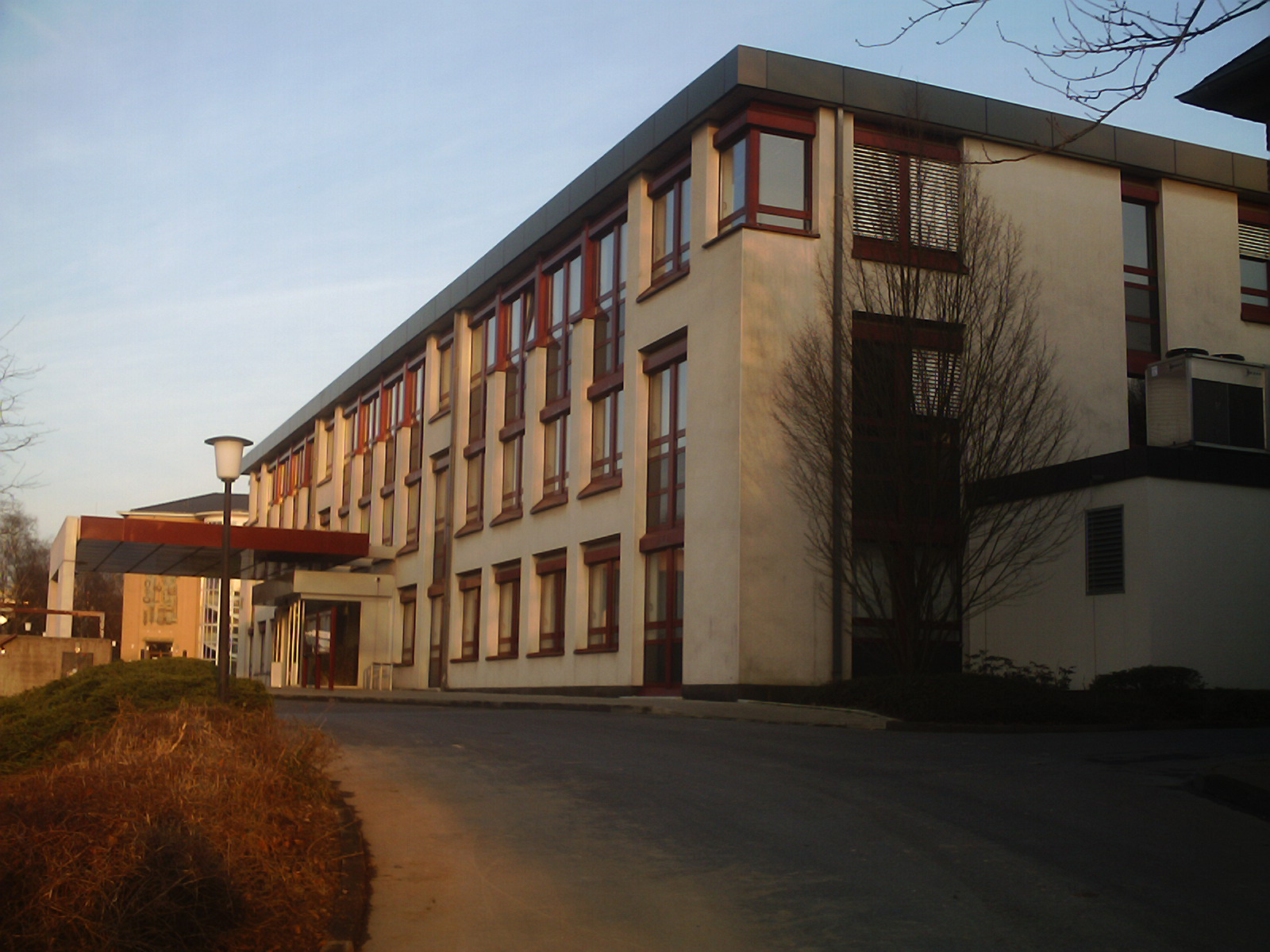
Gemeentehuis
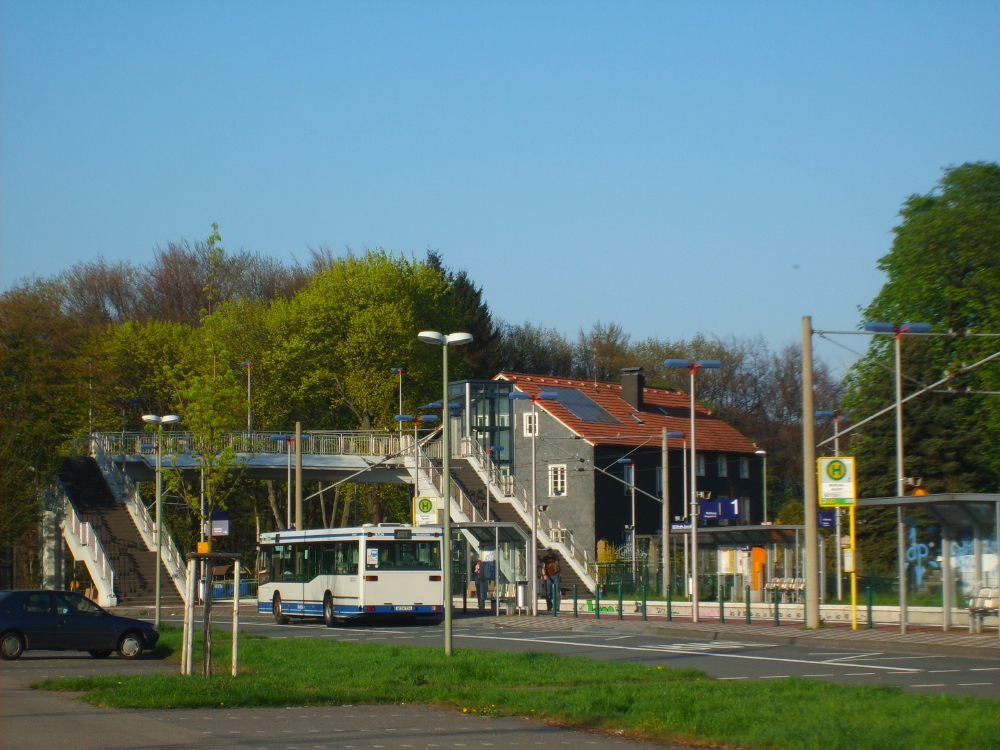
Station Wülfrath-Aprath
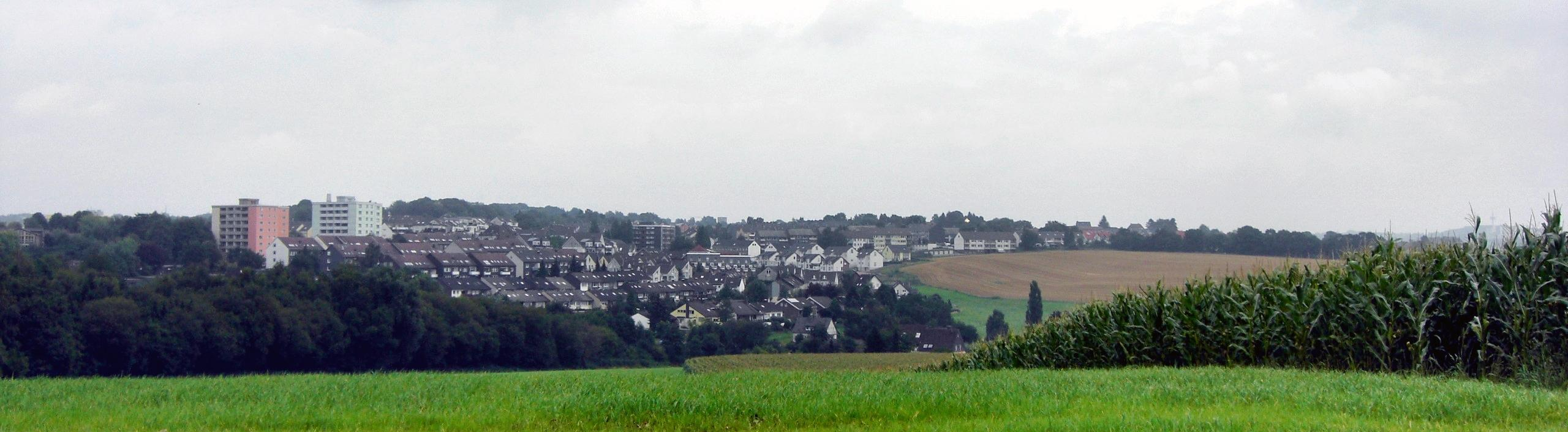
Gezicht op Wülfrath-Süd (2009)

Erkrath · Haan · Heiligenhaus · Hilden · Langenfeld · Mettmann · Monheim am Rhein · Ratingen · Velbert · Wülfrath